# James Burton Robertson
James Burton Robertson (* 15. November 1800 in London; † 14. Februar 1877 in Dublin)  war ein britischer Historiker und Publizist.

## Leben
James Burton Robertson war ein Sohn von Thomas Robertson, eines Grundeigentümers auf der Insel Grenada, wo er seine ersten Kindheitsjahre verlebte. Nach dem Tod seines Vaters wurde er von seiner Mutter 1809 nach England gebracht und seit 1810 im katholischen St Edmund’s College in Ware (Hertfordshire) neun Jahre lang ausgebildet. Ab 1819 studierte er in London die Rechte und wurde dort 1825 Advokat, übte diesen Beruf aber nicht aus. Während eines mehrfachen längeren Aufenthalts in Frankreich trieb er unter Anleitung seiner Freunde Lamennais und Gerbet (späteren Bischofs von Perpignan) literarische, philosophische und dogmatisch-theologische Studien. 1835 veröffentlichte er eine englische Übersetzung von Friedrich Schlegels Vorlesungen über die Philosophie der Geschichte, der er ein Memoir über das Leben und die Schriften des Autors hinzufügte und die viele Auflagen durchlief.
Von 1836 bis 1854 war Robertson ein fleißiger Mitarbeiter der Dublin Review und lebte während dieser Zeit in verschiedenen Gegenden Belgiens und Deutschlands, namentlich in Würzburg, wo er eine englische Übersetzung von Möhlers Symbolik (2 Bde., London 1843) besorgte, mit einer Skizze über den Stand des Protestantismus und Katholizismus in den letzten 100 Jahren in Deutschland und einem Memoir über das Leben Möhlers. Mit diesem Werk, das ebenfalls mehrere Auflagen erlebte, soll er wesentlich zum Massenübertritt der Puseyisten zur römisch-katholischen Kirche beigetragen haben.
1855 wurde Robertson durch John Henry Newman als Professor der Geographie und neueren Geschichte an die neugegründete Katholische Universität von Irland berufen. Mit der Professur der Geschichte verband er später noch die der englischen Literatur. 1869 erhielt er als Anerkennung für seine langjährigen Verdienste um die englische Literatur von Königin Victoria, auf Empfehlung Gladstones, eine Jahrespension von 90 Pfund Sterling. 1873 verlieh ihm Papst Pius IX. den Titel eines Doktors der Philosophie. Er starb am 14. Februar 1877 im Alter von 76 Jahren in Dublin auf wurde auf dem Glasnevin Cemetery beigesetzt.
Robertson veröffentlichte noch:
- Lectures on various subjects of ancient and modern history, London 1859
- The prophet Enoch; or the sons of god and the sons of men, episch-lyrisches Gedicht in Blankversen, London 1860
- Lectures on Spain in the eighteenth century; on the life, writings, and times of Chateaubriand, and on the Freemasons, Illuminati, Jacobins and Socialists, London 1864
- Lectures on the life, writings, and times of Edmund Burke, London 1869; neue Auflage 1872
- Übersetzung von Hergenröthers Anti-Janus (London 1870), mit einer kurzen geschichtlichen Einführung über den Gallikanismus von Ludwig XIV. bis auf die neueste Zeit